# Josephskirche (Boćki)

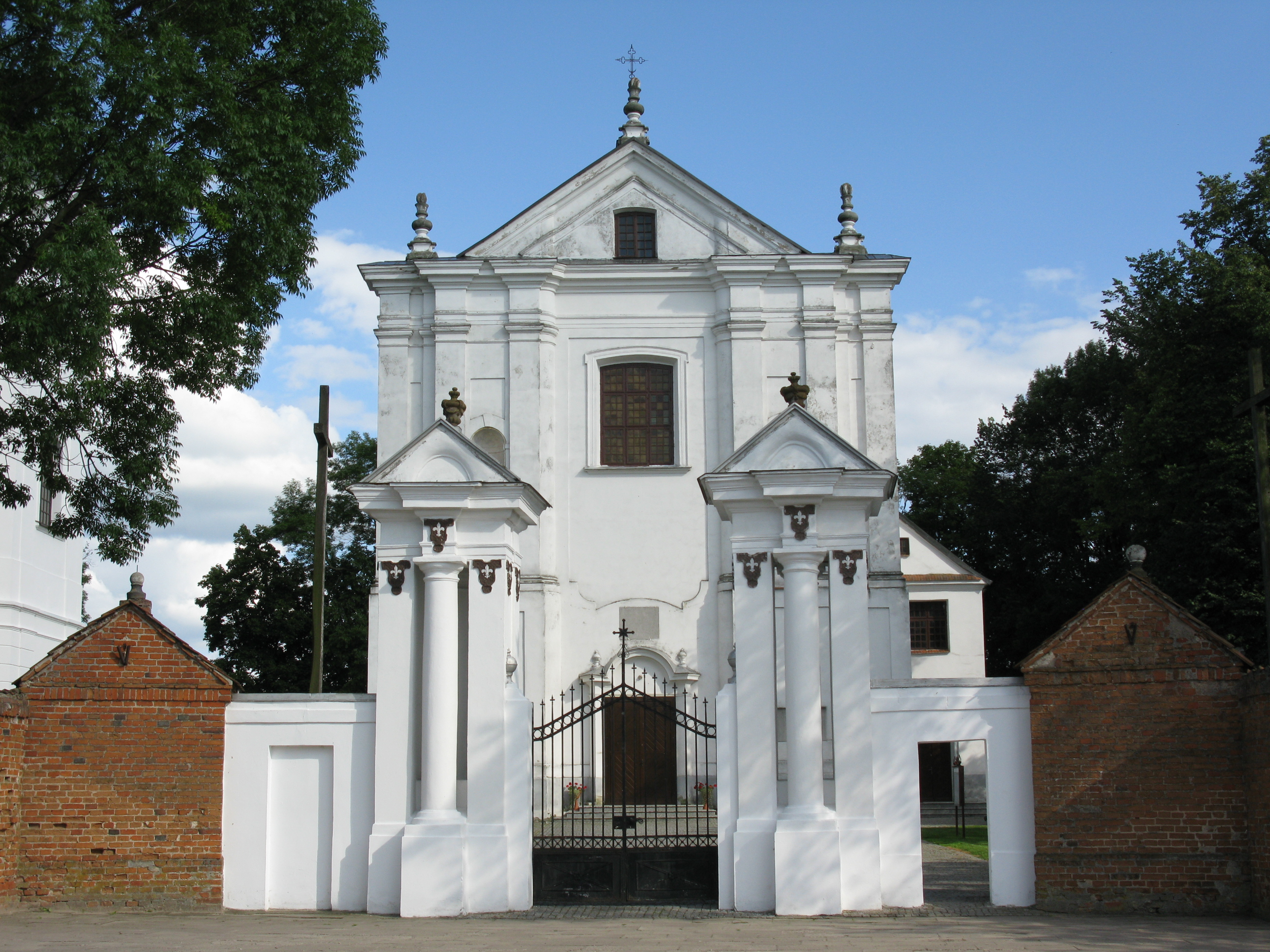
Blick auf die Fassade

Die Josephskirche (poln. Kościół św. Józefa Oblubieńca i św. Antoniego z Padwy) ist eine römisch-katholische Kirche in Boćki, Woiwodschaft Podlachien. Kirchenpatrone sind Joseph von Nazareth und Antonius von Padua.

## Geschichte
Die Kirche wurde von Józef Franciszek Sapieha und seiner Ehefrau 1725 gestiftet. Die Kirche gehörte zu einem ehemaligen Franziskanerkloster. Kirche und Kloster wurden 1739 fertiggestellt. An dem Bau bzw. seiner Ausstattung waren Johann Heinrich Klemm, Georg Wilhelm Neunhertz Johann Georg Plersch und Sebastian Fesinger beteiligt. Nach dem Novemberaufstand wurde das Kloster 1832 aufgelöst.